# バットマン:ブレイブ&ボールド
『バットマン:ブレイブ＆ボールド』（英: Batman: The Brave and the Bold）はDCコミックスから出版されているアメリカン・コミックス『バットマン』を原作とした、2008年から2011年までアメリカで放送されていたテレビアニメシリーズ。日本では2009年10月1日から2011年7月3日までカートゥーン ネットワークで放送された。2018年1月には『スクービー・ドゥー!&バットマン:ブレイブ&ボールド』が販売された。
1950年代から1980年代までDCコミックスで展開されていたコミックのシリーズ『The Brave and the Bold』を基にしている。

## ヒーロー

### 主要ヒーロー
バットマン / ブルース・ウェイン
声 - 玄田哲章、間宮くるみ（子供化時）/英 - ディードリック・ベーダー、ジェフ・ベネット（歌声）、ザカリー・ゴードン（幼少期）
愛称「バッツ」。近年の作品群ではアウトローな性格に描かれることの多いキャラクターだが、本作はシルバーエイジの作品を原作としているため率直に「正義」を志向する正統派ヒーローとなっている。仲間のヒーローたちと共闘し、またファンの声援に笑顔で応えるなど、社交性に優れる。ギャングに変装するときはマチス・マローンと名乗っている。
サイドキック（相棒）はいない。本作では彼自身が他のヒーローたちの狂言回しになっており、敵に敗れて彼らの助けを借りることも多い（ただし、ロビンやナイトウィング、バットガールがサイドキックとして登場するエピソードも存在する）。
本作ではゴッサム・シティだけでなく世界各地、そして宇宙や過去や未来、平行世界にまで出動する。
日本語版の声優は『バットマン』、及び『バットマン・ザ・フューチャー』でもバットマン（ブルース・ウェイン）を演じている。
グリーンアロー / オリバー・クイーン
声 - 内田夕夜/英 - ジェームズ・アーノルド・テイラー
百発百中の弓矢の腕を持つヒーロー。様々な機能を持った矢を使いこなす。バットマンとは良きライバルで互いに競い合っており、任務をそっちのけで言い争いをすることもある。普段はスター・シティやロンドンを中心に活動している。
ブルービートル / ハイメ・レイエス
声 - 代永翼/英 - ウィル・フリードル
古代エイリアンの知識が詰まった、青いスカラベ「ビートル」を使って戦うヒーロー。これを背中に取り付けることで、スーツを纏うことや身体を武器に変化させることができる。しかし、まだ技術的にも精神的にも未熟な面が目立つ。普段の姿はヒーローオタクの普通の青年。
ブルービートルは何世代にも渡って受け継がれてきた名前で、ハイメは3代目になる。
プラスチックマン / イール・オブライエン
声 - 川田紳司/英 - トム・ケニー
身体を自由に伸縮させたり、変化させる能力を持つヒーロー。軽い性格で金や宝石に目がないため、それに関する失敗も多い。もとはカイトマン（後述）という強盗の部下だったが、逃走中の事故で今の能力を手に入れた。その時助けてくれたバットマンのことを信頼している。
アクアマン / アーサー・カリー
声 - 江原正士/英 - ジョン・ディマジオ
海の平和を守る海底都市アトランティスの王。あらゆる水を自在に操り、武器のように装備することができる。また、テレパシーで水中にすむ生物を従わせることもできる。豪快かつ勇猛、自信に満ちた性格。口を開けば武勇自慢ばかりで周囲を閉口させるが、その陽性の人柄で慕われてもいる。
レッドトルネード / ジョン・ウルソーン
声 - 佐々木睦/英 - コーリー・バートン
赤い竜巻を使って悪と戦うロボット。その力で空を自由に飛ぶことができ、その他にも様々な機能を備えている。普段は大学で考古学の教授として、人間のふりをして働いている。「人間らしさ」というものを完璧に理解できずにいるため、それを受け入れようと日々努力している。「人間らしさ」に憧れている節も見られる。

## ファミリー

### バットマン・ファミリー
ロビン / ディック・グレイソン
声 - 小野塚貴志/英 - クロフォード・ウィルソン、ジェレミー・シャダ（幼少期）、レックス・ラング（成人期）
バットマンの元サイドキック。かつては「ダイナミック・デュオ」とまで称されるぐらいの名コンビだったが、いつまでたっても自分を一人前だと認めないバットマンに反発して離反、現在は近くの町ブルードヘイブンを拠点に活動している。
スピーディーや後述のアクアラッドといったサイドキックたちのリーダーとなり、ある時を境にナイトウィングと改名した。
日本語版の声優は『ティーン・タイタンズ』、及び『ザ・バットマン』でもロビンを演じている。
バットガール
声 - 山川琴美/英 - メイ・ホイットマン
バットマンのサイドキックの一人。バットマンがキラーモスと戦っている際に現れ、バットマンと共闘した。
日本語版の声優は『ザ・バットマン』でも同役を演じている。
ロビン / ダミアン・ウェイン
声 - 興津和幸/英 - パトリック・カウゲァナー、ディードリッヒ・バーダー（成人期）
ブルース・ウェイン（バットマン）とセリーナ・カイル（キャットウーマン）の息子。
ニュー・ジョーカーの暴動により両親が死亡した後、バットマンを受け継いだディック・グレイソンに諭され、ロビンとなって活動することを決意した。その後、ディックからバットマンを受け継ぎ、新しくロビンとなった自分の息子 と共に活動するようになる。
バットハウンド / エース
声 - ディー・ブラッドリー・ベイカー
バットマンの愛犬。コスチュームを着てバットマンの活動の手助けをしている。
バットマイト
声 - 下和田ヒロキ/英 - ポール・ルーベンス
五次元の世界から来たインプ。強力な魔法を使うことができる。バットマンの大ファンで、彼の活躍を見るために三次元の世界にやってきた。わがままでかなり「痛い」性格。

### アクアマン・ファミリー
アクアラッド
声 - 鈴木恭輔/英 - ジェレミー・シャダ、ザカリー・ゴードン（幼少期）
アクアマンのサイドキック。アクアマンと同等の能力を持つ。
ロビン・スピーディーとは幼少期からのサイドキック仲間だが、ヒーローに「昇格」するには三人とも実力もチームワークも未熟。
メラ
声 - 幸田夏穂/英 - シレーナ・アーウィン
アクアマンの妻でアトランティスの女王。ヒーロー稼業一本槍で家庭をなおざりにしがちなアクアマンを、それでも深く愛している。アクアマンの身内ならではの力の持ち主。
アーサー・ジュニア
声 - 櫻井浩美/英 - プレストン・ストローサー
アクアマンの息子。やはり血は争えず、平和な休暇旅行がペンギン一味との死闘と化したのを「この休暇サイコー」と喜んでいた。いつもiPodのような音楽プレイヤーを耳につけながらニンテンドーDSのようなゲームをしている。

### フラッシュ・ファミリー
初代フラッシュ/ジェイ・ギャリック
ジャスティス・ソサエティ・オブ・アメリカを参照。
二代目フラッシュ/バリー・アレン
声 - 佐藤拓也/英 - アラン・テュデック
超高速で疾走する能力を持つ、セントラルシティを守るヒーロー。敵からも惜しまれるほどの腕前と機転の持ち主。宿敵プロフェッサー・ズームと共に死亡したと思われたが生存していた。
キッドフラッシュ/ウォーリー・ウェスト
声 - 井口祐一/英 - ハンター・パリッシュ
フラッシュ、二代目フラッシュ同様超高速で疾走する能力を持つ少年ヒーロー。フラッシュの死の責任の一端が自分と初代フラッシュにあると思いこみ、初代に反発しつつ「一人で」セントラルシティを守っていた。

### マーベル・ファミリー
マーベル・ファミリーも参照
キャプテン・マーベル
声 - 川原慶久/英 - ジェフ・ベネット
魔術師シャザムにパワーを授けられた少年ビリー・バットソンが、「シャザム！」の掛け声で変身するヒーロー。外見は大人だが内面は少年という二面性を持つ。力の源である雷を体に受けなければ、変身することも元の姿に戻ることも出来ない。が、この雷は敵に浴びせて倒すこともできる。
ビリーには家族がおらずミネルバ先生がいる孤児院に預けられていたが、後に双子の姉メアリーと再会できた。
メアリー・マーベル / メアリー・バットソン
声 - /英 - タラ・ストロング
キャプテン・マーベルと同じ力を持つヒロイン。ビリーからパワーを分け与えられたことにより変身できるようになったビリーの姉（メアリーはビリーより3秒早く生まれた）。
キャプテン・マーベル・ジュニア / フレディー・フリーマン
声 - /英 - ジョン・デヴィート
同じくキャプテン・マーベルと同じ力を持つヒーロー。ビリーからパワーを分け与えられたことにより変身できるようになった足の悪い新聞売りの少年。
ビリーやメアリーとは異なり、「キャプテン・マーベル」の掛け声で変身する。

## ヒーローチーム

### バーズ・オブ・プレイ
ブラックカナリー
初代ブラックカナリー
#ジャスティス・ソサエティー・オブ・アメリカを参照。
二代目ブラックカナリー
声 - 櫻井浩美、安士百合野（25話、43話）/英 - グレイ・デリスル
口から超音波「キャナリー・クライ」を放つことができるスーパーヒロイン。美しい歌声を持った美女。当初はバットマンに気があったが、紆余曲折の末にグリーンアローと良い雰囲気になった。
ハントレス
声 - 沢海陽子/英 - タラ・ストロング
クロスボウを扱う女クライムファイター（＝犯罪者退治専門のヒーロー）。挑発的な態度で男をその気にさせる魔性の女性。普段はゴッサム大学（ハイメの志望校）で地味な教師として働いている。

### ジャスティス・ソサエティ・オブ・アメリカ
略称は「JSA」。昔のヒーローチーム。バットマンの師匠でもあり、ブラックカナリーの親代わりでもあるが、二人をいつまでたっても子供扱いして閉口させている。組織の登場はシーズン2からだが、メンバー個人はシーズン1時点から登場している。
初代フラッシュ
声 - 檜山修之/英 - アンディ・ミルダー
超高速で走る、また物質の分子を加速することで物質を自在に変化させる能力を持ったヒーロー。
原作コミックには歴代4人のフラッシュが存在するが、こちらは「ゴールデン・エイジ」に活躍した初代フラッシュのジェイ・ギャリック。
ワイルドキャット
声 - 佐々木梅治/英 - R・リー・アーメイ、レックス・ラング（若い時）
猫を模したコスチュームを着た老ヒーロー。特殊な能力や装備は持たず、ボクシングの腕だけで戦ってきた。頑固で他人の意見を聞かない性格で、時代の変化に追いつけず、また自身も心臓病を患っている。
アワーマン
声 - /英 - レックス・ラング
胸に砂時計を身につけ、1時間だけパワーを上げることができるヒーロー。
ホークマン
声 - /英 - ウィリアム・カット
鷹の翼を身に付けたヒーロー。空を飛び、メイスを武器にして戦う。
ドクター・ミッドナイト
声 - /英 - コーリー・バートン
盲目の医者。覆面から視力を得ている。
初代ブラックカナリー
現在のブラックカナリーの母親。とある事故で死亡し、他のメンバーに娘である現在のブラックカナリーを託した。

### グリーンランタン隊
特殊な指輪から発する緑色のスーパーパワーを使い、惑星オアを拠点に宇宙の平和を守る超警察機構。様々な種族の隊員が所属している。
ガイ・ガードナー
声 - 相馬幸人/英 - ジェームズ・アーノルド・テイラー
地球人の隊員。粗暴で嫌味な性格のため、仲間達からの評判も良くない。しかし、本心は意外にも仲間想いの正義漢。
キロウォグ
声 - /英 - ディードリッヒ・バーダー
人型の猪のような種族の隊員。
ハル・ジョーダン
声 - /英 - ローレン・レスター
地球人の隊員。優秀なグリーンランタンで、戦いにおいては部隊の先頭に立っている。
ノート
声 - 鈴木千尋/英 - アレクサンダー・ポリンスキー
犬のような種族の隊員。ドジで間抜けで臆病というグリーンランタン隊員には似つかわしくない性格。力を持った伯父によるコネ入隊らしい。
モゴ
緑色に光る「生きている惑星」。グリーンランタン隊員でもあり、強大な力を持っているが、その力をデスペロに狙われる。

### アウトサイダーズ
人間に迫害された超能力者の少年少女が作ったグループ。当初は人間に対して憎しみを抱いていたが、後にワイルドキャットの元で正義に目覚める。登場時は普通の少年少女に近い姿だったが、シーズン2ではヒーローらしい容姿と服装をしていたが、未熟。
ブラックライトニング
声 - 羽多野渉/英 - バンパー・ロビンソン
電撃を操る少年。些細なことにも腹を立てる短気な性格。チームのリーダー格。シーズン2から姿が原作に近くなった。
カタナ
声 - 櫻井浩美/英 - ヴィヴァン・ファム→キム・マイ・ゲスト
日本刀を操る少女。幼い頃の悲惨な経験のために、ほとんど言葉を発しない。こちらもシーズン2から姿が原作に近くなった。
メタモルフォー
声 - 相馬幸人/英 - スコット・メンヴィル
身体を様々な物質に変化させることができる少年。怪物じみた厳つい見た目とは裏腹に、とても純粋で子供っぽい性格。
ジオフォース
声 - /英 - ハンター・パリッシュ
大地の土砂を生き物のように操って敵を攻撃する少年。シーズン2で初登場したメンバー。
ヘイロー
飛行能力・エネルギー攻撃・そのエネルギーをバリアに転用する能力を持つ少女。こちらもシーズン2で初登場したメンバー。

### チャレンジャーズ・オブ・ジ・アンノウン
さまざまな未知に挑戦する4人組のチーム。それぞれが各分野のエキスパートである。
プロフ・ハーレイ
声 - /英 - アーミン・シマーマン
科学者。
エース・モーガン
声 - 渋谷茂/英 - J・K・シモンズ
テストパイロット。
レッド・ライアン
声 - /英 - ヨアン・グリフィズ
登山家。
ロッキー・デービス
声 - /英 - ジェームズ・アーノルド・テイラー
トライアスリート。

### メタルメン
変幻自在の金属人間のヒーローチーム。科学者ドクター・ミルトン・マグナスがナノロボット工学によって作り出した。また、その能力から、スターロは彼らからエネルギーを吸収出来ない。
ゴールド
声 - 中川慶一/英 - レックス・ラング
体が無限に伸びる。チームのリーダー。
鉄
声 - 堀川仁/英 - ブライアン・ブルーム
チームの中で一番力が強い。
鉛
声 - 坂口候一/英 - ビル・ファッガーバッケ
特殊な攻撃への盾になる。
プラチナ
声 - 小日向みわ/英 - ヒンデン・ウォルチ
変形能力に優れ、読み出し可能なデータ用DVDにまで変身できる。チームで唯一の女性型。
水銀
声 - 相馬幸人/英 - コーリー・バートン
液体になってあらゆるところに侵入できる。
ブリキ
声 - 下山吉光/英 - ディー・ブラッドリー・ベイカー
毒物などを保存できる。チームで一番小柄でひ弱。

### ドゥーム・パトロール
若者たちに人気だったヒーローチーム。パリでジェネラル・ザールを倒した際、故意に人質を犠牲にしてしまったために、チームに亀裂が生じ解散したが、ジェネラル・ザールの策略によって、再結成されることになった。
チーフ/ナイルズ・コールダー
声 - 浦山迅/英 - リチャード・マクゴナグル
リーダーの壮年の男性。下半身不随のため本来は非戦闘要員だが、いざとなればホバー機能や武装が付いた椅子を乗り回して自ら戦う。
エラスティガール
声 - 菊池いづみ/英 - オリヴィア・ダボ
肉体を巨大化できる女性メンバー。解散後は豪邸で寝ているだけの怠け者になっていた。
ネガティブマン
声 - 石野竜三/英 - デイビッド・K・ヒル
体を黒い影の様なエネルギー体と分化する能力を持つ男性メンバー。解散後はサーカスの見世物になっていた。
ロボットマン
声 - 多田野曜平/英 - ヘンリー・ローリンズ
脳以外が機械の体を持つ男性メンバー。解散後は科学研究所の実験台になっていた。

### フリーダム・ファイターズ
愛国心を持つヒーローが集まったチーム。彼等はDCコミックス生まれではなく、1940年前後にクオリティ・コミックスで生み出されたキャラクター（プラスチックマンもクオリティ・コミックス出身）。
アンクル・サム
声 - 御友公喜/英 - ピーター・レナデイ
アメリカ国民の愛国心をエネルギーに戦うヒーロー。エネルギーが無くなると帽子を残して消滅するが、人々に愛国心があれば復活する。その姿は典型的なアメリカ人像そのもの。
ドールマン
声 - /英 - ジェイソン・C・ミラー
人形の様に小さい体ながら、普通の人間並みの力を持つヒーロー。
ブラックコンドル
声 - /英 - ジェイソン・C・ミラー
鳥を模したコスチュームで空を飛ぶヒーロー。
ヒューマンボム
名前の通り人間爆弾で、自身の体を爆発させられるヒーロー。
レイ
声 - /英 - トム・ケニー
光の速度で飛び、光線を放つ能力を持ったヒーロー。
ファントムレディ
声 - 谷口佳子/英 - ホープ・レヴィー
特殊なライトを武器に透明化、残像を使っての分身が出来るヒロイン。

## その他のゲストヒーロー

### シーズン1（ヒーロー）
ファイヤー
声 - 植竹香菜（2話）、櫻井浩美/英 - グレイ・デリスル
緑色の炎を操るヒロイン。シーズン2から見た目が変わった。
アトム / ライアン・チョイ
声 - 立花慎之介/英 - ジェームズ・シェー
怪力・飛行能力に加え、人間の身体や物質をミクロ化させることができるヒーロー。普段は物理学者として活躍している。特に自分の体をミクロ化しての隠密行動・奇襲攻撃が得意で、未知の珪素ウイルスに犯されたバットマンの体内に潜入してウイルスの群れと戦った。
エトリガン / ジェイソン・ブラッド
声 - 千葉一伸/英 - ディー・ブラッドリー・ベイカー
悪魔エトリガンをその身に宿した戦士。呪文を唱えることでエトリガンに変身することができる。
その力のため不老不死の身体を持っており、まず5世紀のアーサー王の時代、それから19世紀ロンドンに再登場しても全く年を取っていなかった。
ブワナビースト
声 - 稲田徹/英 - ケビン・マイケル・リチャードソン
野生の力を持つヒーロー。動物同士を融合し、新たな動物を生み出すことができる。
その力はレスラーだった頃、化学薬品が混ざった池に顔をつけた際に身につけたもの。そして、スターロ(後述)から地球を守るため・・・。
カマンディ
声 - 手塚祐介/英 - マイキー・ケリー
通称『地球最後の少年』。はるか未来のジャングルと廃墟の中で、進化した動物達を相手に、奴隷にされている人間達を解放するために戦っている。仲間に進化した犬の科学者ドクター・ケイナス（声 - 佐々木啓夫/英 - グレッグ・エリス）がいる。
デッドマン
声 - 伊藤栄次/英 - マイケル・ローゼンバウム
地上を彷徨う死者。生前は優秀なサーカス団員だったが何者かに殺害されてしまった。今は自分を殺害した犯人を捜しながら、霊能力を使って悪人と闘っている。当初は世を悲観していたが、バットマンと知り合ったことで陽気で派手好きな性格を取り戻した。他者のことを「マック（あんちゃん）」と呼ぶ。
スピーディー
声 - 私市淳/英 - ジェイソン・マーズデン、ライアン・オチョア（幼少期）
グリーンアローのサイドキック。グリーンアローと同じく弓矢を使う少年。
二代目ブルービートル / テッド・コード
声 - 近藤孝行/英 - ウィル・ウィトン
初代のダン・ギャレットから「ビートル」を受け継いだ科学者。かつてバットマンと共に悪と戦っていた。「ビートル」自体を使う能力はなかったが、発明の才を生かした秘密兵器の数々とアイデアを駆使して活躍していた。彼曰く、「バットマンは仕事仲間で、ブースターゴールドは遊び仲間」
エロンゲイテッドマン
声 - 佐々木啓夫/英 - ショーン・ドネラン
身体を自由に伸縮させたり、変化させる能力を持つ探偵。同じ能力を持つプラスティックマンとは互いに「張り合って」いる。原作コミックでは伸縮能力のみで、変化能力は無い。
ドクター・フェイト
声 - 石川英郎/英 - グレッグ・エリス
特殊な兜を被ることによって、強力な魔法を使用することができるヒーロー。またバットマン直伝のボクシングも強い。その力は秩序の神々 によって授けられ、自身も秩序を守るために戦う。
ジョナ・ヘックス
声 - 荻野晴朗/英 - フィル・モリス
顔の右半分が酷く傷ついた賞金稼ぎ。南北戦争時の南軍の制服を着て、開拓時代の西部で活躍していた。その後、訳あって現代の異星でモングルのために働くことになり、ウォーワールドの闘技場で戦う異星人たちをさらう役目を負っていた。
ブロンズタイガー
声 - 安元洋貴/英 - ゲイリー・スタージス
ジャングルの村に住む武道家。虎のように猛々しくプライドが高く付き合いにくい性格だが、村を守る気持ちは強い。バットマンの修業時代の兄弟子にあたる。
レッドフード
声 - 藤原啓治/英 - ジェフ・ベネット
赤い覆面を被った別次元の世界のヒーロー。彼以外のヒーロー達は敵によって捕らえられているため、たった一人で悪と戦っている。過去にオウルマンによって化学廃液に落とされてしまったため、素顔は醜く変化してしまっている。とあるヴィランの別次元の姿。彼の世界のヒーロー達はこちらの世界のヴィラン達に酷似している。レッドフード自身もコミックでは悪役の一人。
クエスチョン
声 - /英 - ニコラス・ゲスト
のっぺらぼうのようなマスクを被った、古風な私立探偵のような姿のヒーロー。
アダム・ストレンジ
声 - 中村大樹/英 - マイケル・T・ウィス
遥か遠くの惑星ラーンに「召喚」された科学者。そこで現地の女性アランナ と結ばれ、ラーンのヒーローとして戦っている。ジェットパックと光線銃を駆使する。
ブースターゴールド
声 - 神奈延年/英 - トム・エバレット・スコット
25世紀から来た自称ヒーロー。その正体は富と名声を得るために、未来の博物館からコスチュームとタイムマシンを盗んだ博物館の警備員。相棒の小型ロボットスキーツと共に玩具会社などに自分を売り込み、その宣伝のためにバットマンと組もうとする。装備は強力なもののプロ意識の無い素人で、性格的には俗物な駄目ヒーローではあるが、根は仲間想いの善人。
ミスターミラクル & ビッグ・バーダ
声 - 高橋英則、植竹香菜/英 - ユーリ・ローエンタール、ダイアン・デラノ
夫婦で共に活動しているヒーロー。ミラクルは脱出の名人だが、恐妻家で妻のバルダには頭が上がらない。オベロンというマネージャーがいる。
タフタン
声 - 羽多野渉/英 - ユーリ・ローエンタール
遠い未来の世界のトラの軍の王シーザーの息子。カマンディの友人で、人間を奴隷にすることを嫌っている。バットマン、カマンディとともに父シーザーを負かしたゴリラ・グロッド率いるゴリラ軍と戦う。
ホーク & ダヴ
声 - 水島大宙、杉山紀彰/英 - グレッグ・エリス、ディー・ブラッドリー・ベイカー
鳥のようなコスチュームを着た兄弟ヒーロー。短気で好戦的な兄ホークと、賢く平和的、に見える弟ダヴのコンビ。仲が悪く、些細なことですぐに喧嘩を始めてしまう。
オマック / バディ・ブランク
声 - 近藤隆/英 - ジェフ・ベネット
正式名称はOne-Man Army Corps。謎の組織「GPA（世界平和機関）」の最強の「兵器」。
普段は冴えない清掃員バディだが、宇宙にある人工衛星「ブラザーアイ」から送られる特殊な力によって超人オマックになることができる。なお、オマックとバディは完全に別人格で、日常生活に支障が出ることもある。

### シーズン2（ヒーロー）
ウージー・ウィンクス
声 - 桜井敏治/英 - スティーヴン・ルート
プラスチックマンのサイドキックに採用された太っちょの三枚目。プラスチックマンに輪をかけたドジなボケキャラで、二人の「ナイスコンビ」ぶりはバットマンも匙を投げるほど。
ガーディアン
声 - 小形満/英 - J・K・シモンズ、アーミン・シマーマン
惑星オアの守護士。ブルービートルにリーチ族について話した。
エネミーエース
声 - /英 - ジョン・ディマジオ
第一次世界大戦当時のドイツ空軍のエース。赤い三翼機を駆る撃墜王で、アメコミでは珍しい「敵対国家の軍人でありながら、高潔な武人」（実在のエースパイロットがモデル）。
複葉機でやってきたバットマンと、時と陣営を超えて共闘。エイリアンの巨砲を共同攻撃で破壊した。
デティクティブ・チンプ
声 - 堂坂晃三/英 - ディー・ブラッドリー・ベイカー
チンパンジーの探偵。実は人間の言葉を喋ることができる。また、かなり怪しげな拳法の達人。
ファイヤーストーム
頭が常に燃えているヒーロー。原子を操る力がある。
真面目な知性派高校生ジェイソン・ラッシュと、不真面目な体育会系教師ロニー・レイモンドがドクター・ダブル・Xの起こしたメルトダウンによる放射能パワーによって融合したことにより誕生した。合体中のロニーの意識はジェイソンにしか分からないので、二人の「会話」は周りからよく変に思われる。
惑星ズー・エン・アーのバットマン
声 - 加瀬康之/英 - ケヴィン・コンロイ
人が住む惑星ズー・エン・アーで戦うバットマン。バットラディオという武器を使ってゴストロポリス（ゴッサムシティとメトロポリスを基にしている）を拠点に悪と戦っている。普段はテラノという名前でソーラーサイクルグローブ社（デイリー・プラネット新聞社を基にしている）で新聞記者（一部はクラーク・ケントを基にしている）として働いている。
この惑星の大気に含まれるロドンという物質によって、他の星の人間はスーパーパワーを得られるがクオーツ（クリプトナイトを基にしている）と呼ばれる鉱石で弱体化する。
原語版の声優は『バットマン (アニメ)』で、日本語版の声優は『ザ・バットマン』で、それぞれバットマンを演じている。
ザターナ
声 - /英 - ジェニファー・ヘイル
本物の魔術が使える女奇術師。逆さ言葉の呪文で悪と戦う。
ファントム・ストレンジャー
声 - 諏訪部順一/英 - ケヴィン・コンロイ
「正義」（JUSTICE）をつかさどるヒーロー、というより神的存在。バットマンに過去に起きた出来事を見せ、決断を迫る。
スペクター
声 - 黒田崇矢/英 - マーク・ハミル
「復讐」（VENGEANCE：正確には「私的制裁」に近い）の精神を持つヒーロー、というより神的存在。復讐のために時には正義と反することもする。
バットマンに両親を殺した強盗を殺させ、情け容赦なき復讐鬼にしようとする。
原語版の声優は、『バットマン (アニメ)』でジョーカーを演じたマーク・ハミル。
ヴィクセン
声 - 根本圭子/英 - クリー・サマー
首に掛けているアミュレットで動物のパワーを身につけられるヒロイン。本名はマリー。ブワナ・ビーストにとって彼女は相棒であり恋人でもある。
アンスロ
原始人のヒーロー。過去の映像に少しだけ登場し、悪事を働くクルールを懲らしめる。
シナモン
女賞金稼ぎ。過去の映像に少しだけ登場し、ジョナ・ヘックスと共にロイヤルフラッシュギャングを捕らえた。
ブラックオーキッド
声 - /英 -
花のような姿をした無口なヒロイン。華麗に空を舞うことができる。
なお、オーキッドとは蘭のこと。
ホーンテッド・タンク
声 - 浦山迅/英 - ディー・ブラッドリー・ベイカー
南北戦争の南軍の英雄ジェブ・スチュアート将軍の幽霊が操作する戦車。老兵が駆るにしては高速・高性能。
ロック軍曹
声 - /英 - フレッド・タタショア
第二次世界大戦期に活躍したアメリカ兵。この時代にタイムスリップしたバットマンと共にドイツ軍と戦う。
G.I.ロボット
声 - /英 - ジェームズ・アーノルド・テイラー
ロボット兵士。何人もの兵隊を自身だけで倒す、砲台を曲げる、といった恐ろしい力の持ち主。地雷の犠牲になる。
プロトボット
声 - 坂口候一/英 - アダム・ウェスト
バットマンが町を守るために作った「バットボット」のプロトタイプ。機能が多すぎて大型なため市街戦闘には向かないが、バットハウンドのエースには気に入られている。
ブラックマスク(後述)が操ったバットボットを止めるため、バットマンやエースと共闘する。
スターガール
声 - 櫻井浩美/英 - ホープ・レヴィー
星（正確には星条旗の星の部分）の書かれたコスチュームを着た若手ヒロイン。飛行、エネルギー投射が出来る杖「コズミックロッド」を使って戦う。
アイス
声 - 大久保瑠美/英 - ジェニファー・ヘイル
氷を自在に操るヒロイン。ファイアーとペアを組んでいる。なぜかギリシャ人に敵意を持っている。
ジャスティス・リーグ・インターナショナル
宇宙ステーションウォッチタワーを拠点に活動するヒーローチーム。
アポコリプスの地球侵略をきっかけに、今までのメンバーであるマーシャン・マンハンター、アクアマンに加え、ブルービートル、ガイ・ガードナー、ブースターゴールド、ファイアー、アイスを新メンバーに迎えて再結成した。
マーシャン・マンハンター
声 - /英 - ニコラス・ゲスト
変化、物質透過、飛行等の多彩な能力を持つ火星人。ジャスティス・リーグ・インターナショナルの参謀。

バットボーイ & ルビン
声 - 多田野曜平、/英 - フランク・ウェルカー、ジェフ・ベネット
コスモポリスシティーを守っている（？）極悪ヒーロー。コスモポリスシティーの連続殺人事件を追っている。元々はアメリカの有名な風刺雑誌「MAD」に掲載されたものである。
日本版 バットマン & ロビン
声 - /英 - コーリー・バートン、グレイ・デリスル
桑田二郎の漫画に登場するバットマンとロビン。いくら倒しても復活する死神男に苦戦する。
スクービー・ドゥー
声 - 楠見尚己/英 - フランク・ウェルカー
有名な探偵犬。シャギー、フレッド、ヴェルマ、ダフネという4人の少年少女とミステリーに挑んでいる。
ジョーカーとペンギンに捕まってサメのいるプールに落されそうになるが、バットマンとロビンに救出される。
彼らは元々コミックス生まれではなく、ハンナ・バーベラ・プロダクション制作のアニメーションのキャラクターである。かつてバットマンとも共演したことがあり、この話はその時のパロティーである。

## ヴィラン

### シーズン1（ヴィラン）
クロックキング
声 - 下山吉光/英 - ディー・ブラッドリー・ベイカー
時計を利用した様々な犯罪を犯すグリーンアローの宿敵。バットマンとグリーンアローを殺人カラクリ仕掛けだらけの時計塔に閉じこめて始末しようとする。第一話冒頭で記念すべき悪党第一号として登場。その後もたびたび悪さを仕出かす。
カンジャー・ロー
声 - 長克巳/英 - マーク・ウォーデン
初代ブルービートルを倒した宇宙海賊の首領。「ビートル」の力を狙ってハイメを捕らえる。
ジェントルマン・ゴースト / ジェームズ・クラドック
声 - 田中正彦/英 - グレッグ・エリス
霊能力を使う亡霊強盗。自分を処刑したロンドンの街への復讐を企てている。特殊な金属や技でなければ倒すことができない。
19世紀頃はまだ生身の悪党だったが、悪魔アスタロスと契約したことで黒魔術を取得していた。しかし、「不死身」を求めてアスタロスに裏切られたことで、不死身は不死身でも亡霊にされてしまった。
ゴリラ・グロッド
声 - 立木文彦/英 - ジョン・ディマジオ
高度な知能を持ったゴリラ。世界を自分が支配する動物王国に変えようとしている。ゴリラならではのパワーだけではなく、特殊な兜によるテレパシーで他者を自分の思い通りに操ることができる。
また、後述のゴリラ・ボス、ムッシュ・マラーとゴリラのための組織「G.A.S.P.（Gorillas and Apes Seizing Powerの略）」を設立し、ゴッサムシティを征服しようとした。
フェリックス・ファウスト
声 - 相馬幸人/英 - ディー・ブラッドリー・ベイカー
怪しげな術を使う魔術師。異界の邪神を召喚、バットマンを生贄にしようとする。
オーシャンマスター / オーム・マリウス
声 - 坪井智浩/英 - ウォレス・ランガム
アクアマンの兄。自分ではなくアクアマンが王位を継承したことを逆恨みし、彼を亡き者にしてアトランティスの乗っ取りを企む。
ブラックマンタ
声 - 松本大/英 - ケビン・マイケル・リチャードソン
様々な科学兵器や巨大な戦車を使って犯罪を犯すアクアマンの宿敵。オームと裏で取引きをしてアトランティスの財宝を狙うなど、様々な悪事を企てる。
モーガン・ル・フェイ
声 - 早水リサ/英 - タチヤナ・ヤスコビッチ
アーサー王の異父姉である妖姫。強力な魔術を使って5世紀のイギリスを支配しようと企み、バットマンに妖術をかけて操り、王位の証であるエクスカリバーを抜かせようとする。
スポーツマスター
声 - /英 - トーマス・F・ウィルソン
様々なスポーツ用品を使って犯罪を行う悪党。「試合」形式の悪事が好きだが、フェアプレーは嫌い。実は家族がいる。
ファンハウス
声 - 真殿光昭/英 - ゲーリー・アンソニー・ウィリアムズ
空飛ぶ円盤模型や巨大なフィギュアなど、自作の玩具を使って犯罪を犯す悪党。本作オリジナルのヴィラン。
スラッグ
声 - 長嶝高士/英 - アレクサンダー・ポリンスキー
醜い姿をしたミュータント。アウトサイダーズたち社会から疎外された少年少女達を騙して、自分の意のままに悪事を働かせていた。
ドクター・ポラリス
声 - /英 - レックス・ラング
強力な磁力を操る悪党。バットマンとハイメの会話の合間に倒されてしまう。
ジャービス・コード
声 - 土師孝也/英 - ティム・マシスン
2代目ブルービートルの叔父。優秀なロボット工学の科学者なのだが、甥の「ビートル」の力を悪用して世界征服を企んでいた。そして2代目のことを探りに来たハイメを騙し、ついに「ビートル」の力を手に入れてしまう。
ベイビー・フェイス
声 - 鈴木千尋/英 - トム・ケニー
本作オリジナルのヴィラン。ギャング団のボス。大柄な体格なのだが赤ん坊のような顔をしている。髭の濃い男のような顔をした女性のミセス・マンフェイスを妻にしており、スケルトン・キーズ、ドゥードルディー、ドゥードルダム、ポールキャット・パーキンズ、ハンマー・トーズ、レージー・アイといったほとんどが特殊な、というよりかなり微妙な身体的特徴を持っている仲間がいる。
ケモ
声 - ディー・ブラッドリー・ベイカー
全身が汚染物質でできた巨大なモンスター。人間がその汚染物質を浴びると未知の珪素ウイルスに犯される。ミサイルを飲み込み自ら爆発しようとした。
ブレイン
声 - 下山吉光/英 - ディー・ブラッドリー・ベイカー
手足の無いメカポッドに脳を移植した悪党。ケモを操り人類を征服しようとした。もっぱら頭脳労働専門で、倒れると身動きが取れなくなってしまう。
ウォータン
声 - /英 - ジェームズ・アーノルド・テイラー
強力な魔術を使う、ドクター・フェイトの宿敵。しかし、魔術では互角でも腕っ節では勝負にならなかった。
カバリェ
声 - 石川英郎/英 - グレッグ・エリス
戯曲の騎士のような格好をした悪党。これといった特殊能力を持たない、コミックでも非常にマイナーなキャラ。
デスペロ
声 - 江川央生/英 - ケビン・マイケル・リチャードソン
高度な力を持ったエイリアン。額にある第三の目で他者を操ることが出来る。全宇宙の支配を企み、そのためにグリーンランタンの力を自分の思うがままにしようとする。
シネストロ
声 - 古澤徹/英 - ザンダー・バークレー
グリーンランタン隊の一人で優秀な戦士だったが、冷徹というより冷酷非情で仲間意識のかけらもなく、その力で自分一人での全宇宙の支配を企んでいた。
ロイヤルフラッシュギャング
声 - /英 - ディードリッヒ・バーダー（エース）、エドゥアルド・バレーリニ（ジャック）
4人組の西部の強盗団。それぞれをエース、ジャック、クイーン、キングと称している。
コミックではテンと称するメンバーも含めた5人組の悪党である。また、本作では全員特殊能力を持っていない普通の無法者ということになっている。ちなみにジャックはスペイン語で話している。
トップ
身体を高速で回転させることができる悪党。独楽を武器に使う。
テリブルトリオ
声 - /英 - フィル・モリス（フォックス）、エドゥアルド・バレーリニ（ハゲワシ）
動物の面を被った3人組。それぞれフォックス、ハゲワシ、シャークと被った面に模された動物の名を名乗っている。
コミックでは地味な悪役たちだが、本作では武道家でありミュータントニンジャの首領であり、バットマンの兄弟子たちでもあるという、大胆な設定変更がなされている。
インジャスティス・シンジケート
別次元の世界のヴィラン達のチーム。こちらの世界のヒーロー達と姿は酷似しているが、中身は正反対で邪悪そのものになっている。なお、言動や性格はあまり変わっていない。
オウルマン
声 - 玄田哲章/英 - ディードリッヒ・バーダー
別次元のバットマン。チームのリーダー的存在。
シルバーサイクロン
声 - 佐々木睦/英 - コーリー・バートン
別次元のレッドトルネード。チームの参謀役。
ブルーボウマン
声 - 内田夕夜/英 - ジェームズ・アーノルド・テイラー
別次元のグリーンアロー。
スカーレットスカラベ
声 - 代永翼/英 - ウィル・フリードル
別次元のブルービートル。
ダイナ・マイト
声 - 立花慎之介/英 - ジェームズ・シェー
別次元のアトム。
ジョーカー
声 - 藤原啓治/英 - ジェフ・ベネット
バットマンの宿敵。不気味な笑顔の道化師。「犯罪界の道化王子」を自称し、様々な悪事を行っている。本作ではカラクリ満載の専用車「ジョーカーモービル」でカーアクションまで披露する。
日本語版の声優は、映画『ダークナイト』吹き替え版の同役も演じている
イクワノクス
声 - 荻野晴朗/英 - オデッド・フェール
強力な魔術を操る謎の怪人。秩序と混沌の均衡を守るためと称し、ヒーローとヴィランの抹殺を企む。その正体は神々によって選ばれた均衡の守り手。その仕事の重圧に耐えられず、この世界を破壊によってリセットしようとする。本作オリジナルのキャラクター。
クリーガー将軍
声 - /英 - リチャード・グリーン
爬虫類型宇宙人の戦闘集団ゴーダニアンの指揮官。惑星ラーンを侵略しようと企む。
スケアクロウ
声 - /英 - ディー・ブラッドリー・ベイカー
案山子のようなコスチュームを着た悪党。恐怖症の幻覚を見せる薬品を使う。
スクリームクイーン
強力な叫び声を使う悪党。フードを被った女性の姿をしているが、叫び声を上げる際はフード全体が巨大な口と化す。
クレイジーキルト
声 - 平野俊隆/英 - ジェフリー・タンバー
美術品を狙う悪党。自身を天才芸術家だと思っている誇大妄想狂。過去にロビンによって視力を奪われたため、彼への異常なまでの復讐心を抱いている。
アスタロス
声 - /英 - トニー・トッド
悪魔。5世紀頃にマーリンとエトリガンによって封印されたが、19世紀頃に復活。ジェームズ・クラドック（ジェントルマン・ゴースト）と契約し黒魔術の力を与えた。
ソロモン・グランディ
声 - ディードリッヒ・バーダー
巨大な体格と怪力を持ったゾンビでギャング団のボス。頭が良くないため明確な言葉を発することができない。部下への命令は全てウィーゼル という腰巾着の小男が「通訳」している。
カルキュレーター
声 - /英 - アーミン・シマーマン
郊外住宅地の自宅に引きこもり、ネットで他の悪人に情報を提供している悪党。本作ではコミックよりも太っている。なお、いい歳をしてまだ母親と同居している。
ベイン
声 - マイケル・ドーン
レスラーのようなマスクを被った悪党。普段は貧弱な肉体だが、筋肉増強麻薬を頭蓋内に投与することで、強靭な肉体になることができる。
パンチ＆ジュウェリー
声 - ディードリッヒ・バーダー、ジェーン・シンガー
道化師のようなコスチュームを着た二人組のカップル強盗。元ネタはアメリカの古典芸能人形劇『パンチ＆ジュディ』。
クルール
声 - /英 - マイケル・ドーン
1万年以上生きている不死身の原始人。過去に未知の隕石の影響で不老不死になった。怪力だけではなく、長い長い人生で得た知識や知恵をも併せ持ち、野蛮な外見に反し実力は非常に高い。
キャットマン
声 - /英 - トーマス・F・ウィルソン
猫にまつわる犯罪を犯す悪党。バットマンに似た猫のコスチュームを着用している。猫だけに犬には弱い。
カレンダーマン
声 - /英 - ジム・ピドック
日付や行事に合わせて犯罪を起こす悪党。冴えない悪役の一人なのだが、バットマイトの魔法によって、イメージした物を自在に出現させられるようになった。その強力な能力を手に入れた際はカレンダーキングと名乗っていた。
カッパーヘッド
蛇のような姿をした悪党。宝石を盗もうとしたところをグリーンアローに阻止される。
なお、カッパーヘッドとはアメリカマムシのこと。
キャットウーマン / セリーナ・カイル
声 - 本田貴子/英 - ニカ・フッターマン
猫のようなコスチュームを着た女怪盗。悪党というよりはアンチヒロインに近く、利害関係が一致すれば他のヒーローと共闘することがある。特にバットマンとは敵対しながらも、互いに惹かれあうという、特別な関係にある。
日本語版の声優は「ザ・バットマン」及び、映画「キャットウーマン」吹き替え版の同役も演じている。
メジャーディザスター
声 - 宇垣秀成/英 - ジェームズ・アーノルド・テイラー
嵐や雷などの天候を操る悪党。彼の「流れ弾」の雷が、トルネード「親子」の運命を変えた。
トルネードタイラント / トルネードチャンピオン
声 - 石田彰/英 - カール・ラム
レッドトルネードが造りだした感情を持つロボット。チャンピオンは「父」レッドと共に活動するうちに、人間は地球にとって不必要な「失敗作」であると考え、自らをタイラントに改造強化して人類の抹殺を企てる。
ゼブラマン
全身にシマウマのような模様を持った悪党。強力な磁力を操る。
ウォーワールド
巨大な闘技場を持つ惑星。闘技場では様々な惑星からさらわれて来た異星人たちが、剣闘士として戦わせられていた。
モングル＆モンガル
声 - 増谷康紀、くじら/英 - ゲーリー・アンソニー・ウィリアムズ（両者とも）
ウォーワールドを支配する姉弟。仲が悪く互いに競い合っており、闘技場で剣闘士を戦わせている理由もそのためである。さらに、モングルはルール無用のカーレース「デスレース」を開催しにわざわざ地球までやってきたことがある。
ステッペンウルフ
声 - 金光宣明/英 - ケビン・マイケル・リチャードソン
惑星アポカリプスの戦士。ウォーワールドの現チャンピオン。巨大な斧と盾を使い、数々の挑戦者を破ってきた。デスレースにはモングルの代理として参加。地球の運命と自分の職を賭け、戦車型の超大型マシンで勝負する。
ラシーナ＆ストンパ
声 - 植竹香菜、櫻井浩美/英 - ニカ・フッターマン（ラシーナ）
惑星アポカリプスの女戦士たち。モンガルの護衛を務めている。ラシーナは全身に巻いた包帯のような布を鞭のように扱い、ストンパは強力な踏み潰し攻撃を得意としている。
ラムジャム
声 - /英 - ディー・ブラッドリー・ベイカー
遠い未来の世界のゴリラ軍の将軍だったが、未来に脱走してきたゴリラ・グロッドとの一騎討ちに負けて将軍の座を奪われた。
マンバット
声 - 青山穣/英 -
遠い未来の世界で人間のように進化した蝙蝠達。バットケイブ跡の洞窟を一族の巣窟にしている。
原作コミックでは進化した蝙蝠ではなく、薬品によって姿を変えた人間の科学者。
シュラプネル / カフカ将軍
声 - 乃村健次/英 - グレッグ・エリス
特殊な金属の身体を持った生命体。元はGPAに「平和の敵」扱いされた某国の戦争犯罪者だったが、オマックに追い詰められた際の事故で姿を変えた。パワー・スピード・防御力のすべてにおいてオマックを超えている。
トゥーフェイス
声 - 木下浩之/英 - ジェームズ・レマー→リチャード・モール→ジェームズ・レマー
顔の左半分に酷い火傷を負った犯罪者。善と悪の二面性を持っており、様々なことをコイントスによって決定する。
日本語版の声優は映画『ダークナイト』吹き替え版の同役も演じている。
ミュージックマイスター
声 - 岸祐二/英 - ニール・パトリック・ハリス
歌声で他者を思いのままに操ることができる悪党。その力を利用して世界を征服しようと企む。彼の登場エピソードは全編がミュージカル仕立てとなり、敵も味方もバットマンも歌った。
サイコパイレート
声 - 山崎たくみ/英 - アーミン・シマーマン
他人の怒りを自身のパワーへと変えることができる悪党。そのためにアウトサイダーズを捕らえ、特殊な装置で悪夢を見せて心の闇を引き出し「喰い物」にする。

### シーズン2（ヴィラン）
シャギーマン
ビッグフットのような怪物集団。研究所を脱出してキャンプ中のボーイスカウトのメンバーを捕えた。一仕事終えて眠っているところに、バットマンとプラスチックマンが潜入してくる。
カイトマン
声 - 小形満/英 - ジェフリー・コムズ
大凧（カイト）を背中につけて飛ぶ悪党。ベンジャミン・フランクリンに憧れて凧を揚げていたとき雷を受けたことがトラウマになり犯罪に走るようになった。プラスチックマン（イール・オブライエン）のかつてのボスだったが、イールのドジで逮捕され、しかも裏切られて全責任を押し付けられたことを恨み、ラバーネック（後述）を雇い復讐を企む。
ラバーネック
声 - /英 - ジェフ・ベネット
屈強な上にゴムのように弾力のある身体を持つ怪人（弾むだけで伸縮・変形はしない）。腕力より弾力が脅威で、ヒーローがいくらパンチを浴びせても、弾むだけでまったく効かない。カイトマンの手先となって、同じく弾力が売りのプラスチックマンと戦う。
スターロ
声 - /英 - ケビン・マイケル・リチャードソン
ヒトデ型のエイリアン。隕石に入ったクローンを人の顔にくっつけてその人を操る。徐々にヒーロー達に侵食している。クローンを生み出す本体はスタジアムを覆えるくらいの巨体。操れなかったフェイスレス・ハンターを交渉によって協力者にしている。
エビルスター
声 - /英 - J・K・シモンズ
星の光を赤い宇宙パワーに変え、グリーンランタン隊のように変幻自在の武器とする宇宙の悪党。
リーチ族
かつてグリーンランタン隊と死闘を展開した侵略異星人。「ビートル」はその遺産で、使用者は種族や意思にかかわらず、やがてリーチ族の残留プログラムによって肉体を乗っ取られ、侵略者と化してしまう。そして、ハイメもその運命から逃れられなかった。
ブロックバスター
声 - 金光宣明/英 - ケビン・マイケル・リチャードソン
悪の天才少年マーク・デズモンドがスターラボから盗んだ薬を飲んで変身した姿。巨大で屈強だが、粗野で知性もかなり低い。
フィッシャーマン
声 - /英 - ディー・ブラッドリー・ベイカー
釣り道具を使った犯罪を行う悪党。アクアマンの宿敵。
ペンギン
声 ‐ 多田野曜平/英 - ステファン・ルート
バットマンの宿敵の一人。トレードマークの鳥と傘を使った犯罪をおこなう、一見紳士風の悪党。バットマンを、そして休暇旅行中だったアクアマン一家を捕らえ、巨大水飲み鳥の餌食にしようとする。
プラネット・マスター
声 ‐ /英 - ステファン・ルート
惑星の力を使う悪党。木星の重力、水星の速さ、冥王星の冷気、土星の輪といった多様な攻撃をするが、勝負に乱入してきたアクアマンから「『海王』星からのあいさつ」のパンチを食らう。
バグアイド・バンディット
声 - 佐々木啓夫/英 - ディー・ブラッドリー・ベイカー
虫のような姿の悪党。体を縮めることができ、その状態でやはり小さくなったアトムと戦っていた。
フォルスフェイス
声 ‐ /英 - コーリー・バートン
人の顔の書かれたマスクをした悪党。得意の変装で黄金の頭蓋骨を盗み出そうとしたが、チンプに変装がばれて捕まった。
パー・デガトン
声 ‐ /英 - クランシー・ブラウン
かつてジャスティス・ソサエティ・オブ・アメリカと戦っていた悪党。実在の独裁国家をモデルとした軍団の指導者で、「運命の槍」という武器で敵を老化させる。
ジャスティス・ソサエティとの戦いで時空の狭間に飛ばされたが、部下のマッドサイエンティストジー教授の手によってかつてのままの姿で復活し、老いたジャスティス・ソサエティに復讐を企む。
フェイスレス・ハンター
声 ‐ 高瀬右光/英 - ジョン・ディマジオ
のっぺらぼうのような顔のエイリアン。スターロの部下として、そのクローンをヒーローや一般人にくっつけていた。彼の種族は平和主義者だが、彼だけは好戦的だったので、スターロを利用して宇宙侵略を企んだ。なお、ヒーローたちを一対一の勝負で次々と倒すだけの実力と武器を持っている。
ガス・ギャング
ガス状の悪党たち。かつてはドクター・マグナスの科学者仲間だったが、事故によりガス人間になった。
それぞれ二酸化炭素、ヘリウム、酸素、水素、クロロホルム、窒素と名乗っている。火山噴火を誘発するガスを開発して独裁者たちに売りつけようとする一方、ドクター・マグナスを誘拐して機械の体を作らせた。
「肉体」がガス状のためヒーローたちの物理攻撃を受けつけない。また六人が融合すると、あらゆる物質を溶かす雲のような怪物となる。
リドラー
声 ‐平田広明/英 - ジョン・マイケル・ヒギンズ
バットマンに登場する悪人の一人。なぞなぞにちなんだ犯罪を行う。部下たち がおり、それぞれ「！」・「渦巻」・「＃」・「☆」のマークを付けている。
日本語版の声優は『ザ・バットマン』でも同役を演じている。
ドクター・ダブル・X
声 ‐ /英 - ロン・パールマン
悪の科学者ドクターXと、そのドッペルゲンガーであるダブルXとの「二人一組」の悪党。ただしパワーがないと分離することもできない上、コンビとしてはかなり不仲。
原子力研究所に忍び込み、原子炉をメルトダウンさせて放射能パワーを吸収しドッペルゲンガーをパワーアップさせようとしたが失敗。代わりに放射能パワーを浴びたファイアストームを誘拐し、そのパワーを奪おうとする。
レイシュ・アル・グール
声 ‐ 田中正彦/ 英 - ピーター・ウッドワード
バットマンの宿敵の一人。とても頭がよく、自身の考える環境保護を実践しようとする。その「環境保護」とは自身が発明した超兵器「クロロキャノン」で、世界中に植物モンスターを繁栄させることだった。
日本語版の声優は『バットマン』でも同役を演じている。
ウブー
声 ‐ ジョン・ディマジオ
レイシュ・アル・グールの右腕。屈強な巨人。
タリア
声 ‐恒松あゆみ/英 - アンドレア・ボーウェン
レイシュ・アル・グールの娘であり忠実で有能な部下。しかし、いくら貢献しても「女だから」という理由だけで後継者と認められないことを不満に思っている。
ロートル
声 ‐ 中田譲治/英 - クランシー・ブラウン
惑星ズー・エン・アーのバットマンの宿敵。スーパーマンの悪人レックス・ルーサーを基にしている。（ロートル（Rohtul）はルーサー（Luthor）の綴りをさかさまにしたもの）。また、声優は原語版・日本語版ともに『ザ・バットマン』でルーサーを演じている（原語版の声優は『スーパーマン』、『ジャスティス・リーグ』でも担当している）。
ドクター・シヴァナ
声 ‐ 坂東尚樹/英 - ジム・ピドック
キャプテン・マーベルと敵対するマッドサイエンティスト。フルネームはサディアス・ボドグ・シヴァナ。
息子のサディアス・シヴァナ・ジュニアと娘のジョージナ・シヴァナと共に悪事を行う。なお、親子三人の容貌・性格はほぼそっくり。
キャプテン・マーベルから吸い取った稲妻で召喚したブラック・アダム（後述）を利用し、シャザムのパワーを奪おうとする。
ブラックアダム / テス・アダム
声 ‐ 高瀬右光/英 - ジョン・ディマジオ
キャプテン・マーベルと同じパワーを持つ悪党。
数千年前の古代エジプトでシャザムから正義感のある人間としてパワーを受け取ったが、堕落し世界制覇に乗り出したためにシャザムによって宇宙の遠くの星に追放された。
ドクター・シヴァナによって再び地球に召喚されたが、シャザムに対する復讐心をドクター・シヴァナにつかれ、パワーを利用されたあげくに変身を強制解除される。
アブラ・カタブラ
声 ‐ 諏訪部順一/英 - ジェフ・ベネット
魔術を扱う悪党。手品師に関する貴重な品を奪おうとする。
ジョー・チル
声 ‐ 廣田行生/英 - ピーター・オノラティ
ブルース・ウェインの幼い時に両親を殺害した強盗。その動機はボスのモクソンがチャリティーショーの寄付金を強奪しようとしたところをトーマス・ウェインに阻止されたことによる報復。現在は武器の違法オークションを主催している。
ルー・モクソン
声 ‐ /英 - リチャード・モール
ジョー・チルを雇っていた強盗団のボス。現在はすっかり老いて死期が近づいていた。
ポイズン・アイビー
声 ‐ 氷青/英 - ジェニファー・ヘイル→ヴァネッサ・マーシャル
バットマンに登場する悪党。植物を操る能力やフェロモンで相手を操る能力を持つ。ジョー・チルのオークションに参加していた。
日本語版の声優は『ザ・バットマン』でも同役を演じている。
ミスター・フリーズ
声 ‐ /英 -
バットマンに登場する悪党。冷凍スーツなしでは生きていけない特異体質で、専用の冷凍光線銃を使う。ジョー・チルのオークションに参加していた。
プロフェッサー・マイロ
声 ‐ 中博史/英 - ディー・ブラッドリー・ベイカー
悪の科学者。薬を使って強靭な身体になることもできる。鼠を操ってダイヤモンドを盗もうとするが、バットマンに阻止される。
キラーモス
声 ‐ /英 - コーリー・バートン
蛾の様な格好をした悪党。強盗をしていたがブワナ・ビーストとヴィクセンにあっさり阻止された。
ゴリラ・ボス
声 ‐ 黒田崇矢/英 - ディードリッヒ・バーダー
マフィアの格好をしたゴリラ。ゴリラ・グロッドがG.A.S.P.を設立し、ゴッサムを侵攻するのに力を貸した。
原作コミックでは、ゴリラの体に脳移植したギャングのボス。
ムッシュ・マラー
声 ‐ 金光宣明/英 - ケビン・マイケル・リチャードソン
ゲリラ風の格好をしたゴリラ。ブレインのパートナー。こちらもゴリラ・グロッドがゴッサムを侵攻するのに力を貸した。
コブラ（ロード・ナーガ）
声 ‐ 園部啓一/英 - ロビン・アトキン・ドウェイン
謎のカルト集団「コブラ」のリーダー。巨大コブラ「カリ・ユガ」を復活させ、この世をカオスにしようと企む。リーダーの能力よりも雑兵の頭数が脅威。
キャプテン・ブーメラン
ブーメランを使った悪事を行う悪党。二代目フラッシュをブーメラン型のロケットで打ち上げようとするが、バットマンに阻止される。
ミラーマスター
鏡を利用した悪事を行う悪党。二代目フラッシュとバットマンをレーザーで焼こうとするが、結局失敗し倒される。
ローグス
フラッシュと敵対する悪党集団。セントラルシティを縄張りとしている。
キャプテン・コールド
声 ‐ 園部啓一/英 - スティーブ・ブルーム
冷凍光線銃を使う悪党。ローグスのリーダー格。
ヒートウェーブ
声 ‐ 相馬幸人/英 - スティーブ・ブルーム
火炎放射器を使う悪党。
ウェザーウィザード
声 ‐ /英 - ロビン・アトキン・ドウェイン
杖を使い、小規模ながら天候を操る悪党。

プロフェッサー・ズーム（リバースフラッシュ）
声 ‐ 子安武人/英 - ジョン・ウェズリー・シップ
フラッシュたちと同じ加速能力を持っていた悪党。25世紀から現代に来た未来人。3人のフラッシュたちに追いつめられ、全力逃走の果てに光速を超えて消滅したと思われたが生存していた。
ミュータント・マスター
声 ‐ /英 - フレッド・タタショア
顔が巨大な目が一つだけのウー、顔がのっぺらぼうで手に目があるイー、頭が無く肩の下に顔があるアーの三人組の悪党。突然豪邸に現れエラスティガールを襲ってきた。
アニマルベジタブルミネラル・マン
声 ‐ /英 - ディー・ブラッドリー・ベイカー
体を様々な動物、植物、鉱物に変えられる悪党。ネガティブマンの見せ物が終わった後に彼を襲ってきた。
アーセナル
声 ‐ /英 - フレッド・タタショア
全身が青銅のロボットのような悪党。科学研究所から帰るロボットマンを襲ってきた。
ジェネラル・ザール
声 ‐ /英 - コーリー・バートン
ドゥーム・パトロールの宿敵。解散したドゥーム・パトロールを再結成し恥さらしにするべく、ブレイン、ムッシュ・マラー、ミュータント・マスター、アニマルベジタブルミネラル・マン、アーセナルにメンバーを襲わせた。
マー・マーダー
声 ‐ 神代知衣/英 - ローリ・ジョンソン
老婆であるギャング団のボス。本名はメイベル・マーダー。
バットマンを待ち伏せして倒そうとするもののホーンテッド・タンクに邪魔され、車で逃走するが追いつかれ、最終的にバットマンに捕まった。
マッドニクス
声 ‐ /英 - ディー・ブラッドリー・ベイカー
奇抜なカラーリングの3人組の悪党で、テッド・コードの宿敵。かつてクォーク銃をスターラボから盗み出したが、その銃を歴史に介入したブースターゴールドが暴発させ、全身にクォークを浴びたことで、エネルギーを吸収し巨大化するモンスターへと変貌する。
ファイヤーフライ
声 ‐ 河本邦弘/英 - ロビン・アトキン・ドウェイン
虫の様な姿をした悪党で腰のベルトからカラー光線を出す。さらに虹色の怪物まで誕生させてバットマンとロビンを攻撃した。
日本語版の声優は『ザ・バットマン』でも同役を演じている。
テンアイド・マン
声 ‐ /英 - ロビン・アトキン・ドウェイン
指先に目が付いている悪党。宝石を盗もうとするが、バットマンと突然現れたバットマイトに阻止される。
ハーレイ・クイン
声 ‐ 矢作紗友里/英 - ミーガン・ストレンジ
ジョーカーの相棒をしている女悪党。本作では作中の雰囲気に合わせて、1920年代にアメリカで流行ったいわゆる「フラッパー（おてんば娘）」の姿をしている。また、彼女が登場する話のジョーカーの部下たちは、実在の1920年代のコメディアンを基にしている。
日本語版の声優は『ザ・バットマン』でも同役を演じている。
ジョーカーマイト
声 ‐ 陶山章央/英 - ジェフ・ベネット
ジョーカーがバットマイトの力を使って作り出したインプ。バットマイトより大柄で意地悪。
スピナー
声 ‐ /英 - ジョン・ディマジオ
青銅の体をもつ悪党。体を高速回転出来る。
タイガー・シャーク
トラの様な潜水服を身につけた悪党集団。なお、タイガー・シャークとは「イタチザメ」のこと。
カトリーナ・モルドフ
声 ‐ 湯屋敦子/ 英 - ヴァネッサ・マーシャル
かつて女クライムファイターバットウーマン（日本語版ではバットレディー）として活動していたが、民間人の巻き添えお構いなしの粗暴な活動ぶりに問題があった上にリドラーに正体を暴かれ、バットウーマンとしての活動を警察に禁止される。その後、この状況に耐えられなくなり、フェリックス・ファウストの力を借りて、呪文でバットマンと心を入れ替え、バットマンの体でリドラーを抹殺しようと企む。
ブラックマスク
声 ‐ 竹田雅則/ 英 - ジョン・ディマジオ
黒い骸骨のマスクをつけたギャングのボス。模様がついた顔の男タトゥーを始めとした顔が特徴的な部下をたくさん連れている。タトゥーが改造したバットボットを操り、盗んだ爆弾で町の一部を爆破することにより、ゴッサム・シティの支配を企む。
日本語版の声優は『ザ・バットマン』でも同役を演じている。
惑星クワードの最高議長
声 - 武虎/英 - ウェイド・ウィリアムズ
惑星クワードの独裁者。クワードの住民テリーテグを捕らえ、さらには地球をも乗っ取ろうとする。
ニュー・ジョーカー
声 - 藤原啓治/英 - ジェフ・ベネット
ジョーカーの息子を名乗る悪党。
バットマン博物館を襲い、ブルースとセリーナをダミアンの目の前で死に追いやる。その後、バットマンとの戦いで死んだと思われていたジョーカーと共に、ゴッサムの守護神の伝説に終止符を打とうする。
キラーフロスト / ルイーズ・リンカーン
声 - /英 - ジェニファー・ヘイル
氷を操る女殺人鬼。元はロニー・レイモンドの彼女だったが、ロニーにひどい扱いで振られたことをきっかけに、誰彼無しに人を傷つける様になった。
惑星アポコリプス
火山で覆われた惑星。様々な宇宙人が住んでいる。
マンティス
声 - /英 - ウェイド・ウィリアムズ
虫を模したコスチュームを着たアポコリプスの住民。エネルギーを吸収する力を持つ。
スターガールの力を圧倒していたが、助太刀に来たブルービートルとの共闘によって倒される。
パラデーモン
アポコリプスの歩兵。
キャリバック
声 - /英 - ミヒャエル-レオン・ウーリー
ダークサイドの息子。アポコリプスを探りに来たクエスチョンを襲う。
バーマン・バンダバー
アポコリプスの戦略家。
ダークサイド
声 - /英 - ミヒャエル＝レオン・ウーリー
アポコリプスの支配者。地球を侵略し第二のアポコリプスにしようと企む。
死神男（ロード・デス・マン）
声 - 楠見尚己/英 - ディードリッヒ・バーダー
日本版バットマンに登場する悪党。一度墓に埋められるが脱出し、バットマンとロビンに倒され再び墓に埋められるが・・・。
フットライトの怪人
声 - 藤原啓治/英 - コーリー・バートン
アル・ヤンコビックのショーに現れ、客を脅かして追い払っていた怪人。舞台に現れアルを消してしまう。
その正体はジョーカーで、相棒のペンギン と共に悪党ブルドッグ・ベンソンが劇場に隠した金を見つけに来たのだった。
ミスフィット
声 - /英 - ディー・ブラッドリー・ベイカー
カマンディと同じ時代に生きている頭の大きい悪党。脳波で相手を操る力を持つ。
モンスター・ソサエティ・オブ・イーブル
ドクター・シヴァナがかき集めた悪党集団。
人の耳に入り込むことによってその人間を操れる悪の天才芋虫ミスター・マインドをリーダーとして、ミスター・アトム、アイバック、ジーパーズ、クルール、クロコダイル・マン、オームといった超人が集まっている。

## その他の登場人物

### シーズン1（その他）
パコ
声 - /英 - ジェイソン・マーズデン
ハイメの友人。ハイメと同じくヒーローオタクだが、ハイメがブルービートルであることは知らない。それでもブルービートルはゲームをやっている等の理由をつけてアドバイスをもらうことがある。
マーリン
声 - 目黒光祐/英 - デヴィッド・マッカラム
アーサー王に仕える魔術師。ル・フェイを倒すため、バットマンとグリーンアローを5世紀に連れて行く。
トーマス＆マーサ・ウェイン
声 - 玄田哲章、植竹香菜/英 - コーリー・バートン→グレッグ・エリス→アダム・ウェスト、パット・ムシック→ジュリー・ニューマー
バットマンことブルース・ウェインの両親。ブルースが幼い頃、彼の目の前で強盗ジョー・チルに殺害されてしまう。バットマンのコスチュームは、トーマス・ウェインがチャリティーショーの仮装パーティーに参加した際に着用した衣装をモチーフとしている。
原語版の声優であるウェストとニューマーはドラマ版『バットマン』でバットマンとキャット・ウーマンを演じていた。
アルフレッド・ペニーワース
声 - 伊藤和晃/英 - ジェームス・ギャレット
ウェイン家の執事。本作ではほとんど登場しないが、クリスマスにマグカップを送る、小説「明日の騎士たち」を書く、等の登場をしている。
ウォン・フェイ
声 - 宝亀克寿/英 - ポール・ナカウチ
中国に住む武術の達人。老齢であるが、凄まじい力を持っている。バットマンやブロンズタイガー、テリブル・トリオの師匠。
シャーロック・ホームズ
声 - 大塚芳忠/英 - イアン・ブキャナン
19世紀のロンドンで活躍した名探偵。助手のワトソン医師 と共に、様々な怪事件を追っている。「召喚」したバットマンの異様な風体を一瞥しただけで、「本業はヒマで裕福な実業家、何らかのトラウマ持ち」と見抜いた。
カーター・ニコラス教授
声 - /英 - リチャード・マクゴナグル
タイムマシンを開発した科学者。脱獄したゴリラ・グロッドに脅され、未来へ送る手助けをさせられる。

### シーズン2（その他）
ラモーナ
声 - /英 - ジェニファー・ヘイル
プラステックマンの妻。だらしない夫を尻に敷いている。
プラス
プラステックマンの息子。まだ赤ん坊だが、好奇心旺盛で目を離すとすぐに危険な場所に行ってしまう。
惑星ズー・エン・アーの住民
これらの住民はコミックに登場する地球の人々を基にしている。
ゴーゾン長官
声 - 長克巳/英 - コーリー・バートン
惑星ズー・エン・アーの長官。ゴッサム市警のゴードン本部長を基にしている。
ヴィルシー・ヴェイラー
声 - 藤葉愛香/英 - ダナ・デラニー
ソーラーサイクルグローブ社の記者でテラノの同僚。容姿はバットマンに出てくる新聞記者ヴィッキー・ベールに、性格はスーパーマンに出てくる新聞記者ロイス・レーンに似ている。
アルファ・レッド
声 - 相馬幸人/英 - ジェームズ・アーノルド・テイラー
惑星ズー・エン・アーのバットマンの執事にして育ての親のロボット。バットマンの執事アルフレッドを基にしている。
シャザム
声 - /英 - ジム・ピドック
キャプテン・マーベルに力を与えた魔術師。シャザムからパワーを受けた戦士しか入口を開けられない別の時空にある島、「永遠の島」に住んでいる。
大統領
声 - /英 - ケビン・マイケル・リチャードソン
アメリカ大統領。プラスチックマンの愛国心を褒め称えた。名前が出ないが、どう見てもあの人である。
アル・ヤンコビック
声 - /英 - アル・ヤンコビック
実在のミュージシャン。解体する予定の劇場でショーをしていたが、ミステリーに巻き込まれる。

## スタッフ
- 原作 - DCコミックス
- 制作プロデューサー - ジェームズ・タッカー、マイケル・ジェレニック
- キャラクターデザイン - ライネル・フォレスタル、スティーヴ・ジョーンズ、ジェームズ・タッカー、他
- プロップデザイン - アート・リー、ジェフ・ウォン
- アニメーション・タイミングディレクター - ジェームズ・ティム・ウォーカー
- 背景デザイン - フェジャ・ジョヴァノヴィック、ハクジョン・カン
- 編集 - ジョー・ギャル
- 音楽 - マイケル・マッキション、ロリータ・リトマニス、クリストファー・カーター
- 音声演出・キャスティング - アンドレア・ロマーノ
- ラインプロデューサー - エイミー・マッケンナ
- エグゼクティブプロデューサー - サム・レジスター
- アニメーション制作 - ワーナー・ブラザース・アニメーション
- アニメーション協力 - ロット・アニメーション、ムア・アニメーション、デジタル・eメイション

日本語版制作スタッフ
- プロデューサー：末次信二
- 翻訳：鈴木紫穂、池田美紀
- 演出：高寺たけし
- 調整：徳久智成（STUDIO T&T）、重光秀樹
- 制作：尾澤美牧
- 制作：カートゥーン ネットワーク、ハーフ エイチ・ピー スタジオ

## 放映リスト

### シーズン1
| 話数 | タイトル                   | 原題                              | 脚本                       | 演出                     | 米国放送日     | 日本放送日     |
| ---- | -------------------------- | --------------------------------- | -------------------------- | ------------------------ | -------------- | -------------- |
| 1    | ブルービートル誕生!        | The Rise of the Blue Beetle!      | マイケル・ジェレニック     | ベン・ジョーンズ         | 2008年11月14日 | 2009年10月1日  |
| 2    | 恐竜島の恐怖               | Terror on Dinosaur Island!        | スティーヴン・メルチング   | ブランドン・ヴィエッティ | 2008年11月21日 | 2009年10月2日  |
| 3    | アトランティスを救え!      | Evil Under the Sea!               | ジョゼフ・クアー           | マイケル・チャン         | 2008年12月5日  | 2009年10月8日  |
| 4    | ライバル                   | Day Of The Dark Knight!           | J・M・デマティス           | ベン・ジョーンズ         | 2009年1月2日   | 2009年10月9日  |
| 5    | サンタの侵略!              | Invasion of the Secret Santas!    | アダム・ビーチェン         | ブランドン・ヴィエッティ | 2008年12月12日 | 2009年12月25日 |
| 6    | 激突!アウトサイダーズ      | Enter the Outsiders!              | トッド・ケイシー           | マイケル・チャン         | 2009年1月9日   | 2009年10月15日 |
| 7    | デッドマンの明けない夜明け | Dawn of the Dead Man!             | スティーヴン・メルチング   | ベン・ジョーンズ         | 2009年1月16日  | 2009年10月16日 |
| 8    | ブルービートル危機一髪!    | Fall of the Blue Beetle!          | ジム・クレイグ             | ブランドン・ヴィエッティ | 2009年1月23日  | 2009年10月22日 |
| 9    | ミクロのヒーローたち       | Journey to the Center of the Bat! | マット・ウェイン           | マイケル・チャン         | 2009年1月30日  | 2009年10月23日 |
| 10   | グリーンランタン隊の危機   | The Eyes of Despero!              | J・M・デマティス           | ベン・ジョーンズ         | 2009年2月6日   | 2009年10月29日 |
| 11   | 兄弟子たちの逆襲!          | Return of the Fearsome Fangs!     | トッド・ケイシー           | ブランドン・ヴィエッティ | 2009年2月20日  | 2009年10月30日 |
| 12   | パラレルワールドを救え!    | Deep Cover for Batman!            | ジョゼフ・クアー           | マイケル・チャン         | 2009年2月27日  | 2009年11月5日  |
| 13   | オウルマンを倒せ!          | Game Over for Owlman!             | ジョゼフ・クアー           | ベン・ジョーンズ         | 2009年3月6日   | 2009年11月6日  |
| 14   | 星に願いを!                | Mystery in Space!                 | ジェームズ・クリーグ       | ブランドン・ヴィエティ   | 2009年3月13日  | 2010年1月21日  |
| 15   | 悪魔との契約               | Trials of the Demon!              | トッド・ケイシー           | マイケル・チャン         | 2009年3月20日  | 2010年1月22日  |
| 16   | ハントレスに首ったけ       | Night of the Huntress!            | アダム・ビーチェン         | ベン・ジョーンズ         | 2009年5月8日   | 2010年1月25日  |
| 17   | 未来から来たヒーロー       | Menace of the Conqueror Caveman!  | マット・ウェイン           | ベン・ジョーンズ         | 2009年5月15日  | 2010年1月26日  |
| 18   | 報復のアート               | The Color of Revenge!             | トッド・ケイシー           | マイケル・チャン         | 2009年5月22日  | 2010年1月27日  |
| 19   | ダークマイト伝説           | Legends of the Dark Mite!         | ポール・ディニ             | ベン・ジョーンズ         | 2009年5月29日  | 2010年1月28日  |
| 20   | トルネードの愛             | Hail the Tornado Tyrant!          | トッド・ケイシー           | マイケル・チャン         | 2009年6月5日   | 2010年1月29日  |
| 21   | 裏切りのバトルアリーナ     | Duel of the Double Crossers!      | トッド・ケイシー           | マイケル・チャン         | 2009年6月12日  | 2010年2月1日   |
| 22   | 地球最後のコウモリ         | Last Bat On Earth!                | スティーヴン・メルチング   | ベン・ジョーンズ         | 2009年6月19日  | 2010年2月2日   |
| 23   | オマックの戦法             | When OMAC Attacks!                | スタン・バーコウィッツ     | ブランドン・ヴィエッティ | 2009年10月16日 | 2010年2月3日   |
| 24   | イクワノクスの運命         | The Fate of Equinox!              | ジョゼフ・クアー           | マイケル・チャン         | 2009年11月13日 | 2010年2月4日   |
| 25   | ミュージカル・パニック!    | Mayhem of the Music Meister!      | マイケル・ジェレニック     | ベン・ジョーンズ         | 2009年10月23日 | 2010年2月5日   |
| 26   | 団結!アウトサイダーズ      | Inside the Outsiders!             | アレックス・ヴァン・ダイン | ブランドン・ヴィエッティ | 2009年11月6日  | 2010年2月8日   |

### シーズン2
| 話数 | タイトル                                         | 原題                                        | 脚本                                | 演出                                  | 米国放送日     | 日本放送日    |
| ---- | ------------------------------------------------ | ------------------------------------------- | ----------------------------------- | ------------------------------------- | -------------- | ------------- |
| 27   | プラスチックマンの長〜い1日                      | Long Arm of the Law!                        | ジェームズ・クリーグ                | ベン・ジョーンズ                      | 2009年12月11日 | 2010年8月7日  |
| 28   | ビートルの正体                                   | Revenge of the Reach!                       | J・M・デマティス                    | マイケル・チャン                      | 2010年1月1日   | 2010年8月8日  |
| 29   | 激走!デスレース                                  | Death Race to Oblivion!                     | グレッグ・ウェイズマン              | マイケル・ゴーグエン                  | 2009年11月20日 | 2010年8月14日 |
| 30   | アクアマンの大冒険!                              | Aquaman's Outrageous Adventure!             | スティーヴン・メルチング            | ベン・ジョーンズ                      | 2010年1月8日   | 2010年8月15日 |
| 31   | ゴールデンエイジ再び                             | The Golden Age of Justice!                  | トッド・ケイシー                    | マイケル・チャン                      | 2010年1月15日  | 2010年8月21日 |
| 32   | 戦え!メタルメン                                  | Clash of the Metal Men!                     | ディーン・ステファン                | マイケル・ゴーグエン                  | 2010年1月29日  | 2010年8月22日 |
| 33   | 3人のバットマン                                  | A Bat Divided!                              | トーマス・パグスリー                | ベン・ジョーンズ                      | 2010年2月5日   | 2010年8月28日 |
| 34   | サイドキックたちの成長                           | Sidekicks Assemble!                         | マーサ・F・グリフィン               | マイケル・チャン                      | 2010年1月22日  | 2010年8月29日 |
| 35   | スーパー・バットマン誕生?                        | The Super-Batman of Planet X!               | アダム・ビーチェン                  | マイケル・ゴーグエン                  | 2010年3月26日  | 2010年9月4日  |
| 36   | シャザムの力                                     | The Power of Shazam!                        | スティーヴン・メルチング            | ベン・ジョーンズ                      | 2010年4月2日   | 2010年9月5日  |
| 37   | 闇                                               | Chill of the Night!                         | ポール・ディニ                      | マイケル・チャン                      | 2010年4月9日   | 2010年9月11日 |
| 38   | ゴッサム陥落? グロッドの罠                       | Gorillas in Our Midst!                      | トッド・ケイシー                    | マイケル・ゴーグエン                  | 2010年4月16日  | 2010年9月12日 |
| 39   | 侵略の日 パート1                                 | The Siege of Starro! Part One               | ジョセフ・クアー                    | ベン・ジョーンズ                      | 2010年9月17日  | 2010年9月18日 |
| 40   | 侵略の日 パート2                                 | The Siege of Starro! Part Two               | ジョセフ・クアー                    | マイケル・ゴーグエン                  | 2010年9月24日  | 2011年5月21日 |
| 41   | スピードスターへのレクイエム                     | Requiem for a Scarlet Speedster!            | グレッグ・ワイズマン                | マイケル・チャン                      | 2010年10月1日  | 2011年5月22日 |
| 42   | ラスト・パトロール                               | The Last Patrol!                            | J・M・デマティス                    | ベン・ジョーンズ                      | 2010年10月8日  | 2011年5月28日 |
| 43   | 怪人マチス・マローン                             | The Mask of Matches Malone!                 | ゲイル・シモーネ                    | マイケル・チャン                      | 未放送         | 2011年5月29日 |
| 44   | またまた未来から来たヒーロー                     | Menace of the Madniks!                      | ジム・クリーグ                      | マイケル・ゴーグエン                  | 2010年10月15日 | 2011年6月4日  |
| 45   | 恐怖のエンペラー・ジョーカー                     | Emperor Joker!                              | スティーヴン・メルチング            | ベン・ジョーンズ                      | 2010年10月22日 | 2011年6月5日  |
| 46   | 入れかわった心                                   | The Criss Cross Conspiracy!                 | マーサ・グリフィン                  | マイケル・チャン                      | 2010年10月29日 | 2011年6月11日 |
| 47   | ロボットたちの反乱！                             | The Plague of the Prototypes!               | ディーン・ステファン                | マイケル・ゴーグエン                  | 2010年11月5日  | 2011年6月12日 |
| 48   | 愛国者 プラスチックマン？                        | Cry Freedom Fighters!                       | トーマス・パグスリー                | ベン・ジョーンズ                      | 2010年11月12日 | 2011年6月18日 |
| 49   | 明日の騎士たち                                   | The Knights of Tomorrow!                    | トッド・キャシー ジェイク・ブラック | マイケル・チャン                      | 2010年11月19日 | 2011年6月25日 |
| 50   | リーグを再結成せよ！                             | Darkseid Descending!                        | ポール・ギアコポ                    | マイケル・ゴーグエン                  | 2010年12月3日  | 2011年6月26日 |
| 51   | バットマイト プレゼンツ バットマンの奇妙な事件簿 | Bat-Mite Presents Batman's Strangest Cases! | ポール・ディニ                      | ベン・ジョーンズ                      | 2011年4月1日   | 2011年7月2日  |
| 52   | 友情の絆                                         | The Malicious Mr. Mind!                     | ダニー・ミヒャエル                  | マイケル・チャン マイケル・ゴーグエン | 2011年4月8日   | 2011年7月3日  |

### シーズン3
ただし一部の話数はOVA作品の映像特典として字幕のみで収録されている。
| 話数 | 原題                                | 脚本                                                       | 演出                 | 米国放送日     | 日本放送日 | 備考                                                      |
| ---- | ----------------------------------- | ---------------------------------------------------------- | -------------------- | -------------- | ---------- | --------------------------------------------------------- |
| 53   | Joker: The Vile and the Villainous! | ジェームズ・クリーグ                                       | ベン・ジョーンズ     | 2011年4月15日  |            |                                                           |
| 54   | Shadow of the Bat!                  | J・M・デマティス                                           | マイケル・ゴーグエン | 2011年4月22日  |            |                                                           |
| 55   | Night of the Batmen!                | ポール・ジアコッポ                                         | ベン・ジョーンズ     | 2011年4月29日  |            |                                                           |
| 56   | Scorn of the Star Sapphire!         | J・M・デマティス                                           | マイケル・ゴーグエン | 2011年9月16日  |            | 『LEGOバットマン:ザ・ムービー＜ヒーロー大集合＞』に収録。 |
| 57   | Battle of the Superheroes!          | スティーヴン・メルチング                                   | ベン・ジョーンズ     | 2011年3月25日  |            | 『バットマン:ダークナイト リターンズ Part2』に収録。      |
| 58   | Time Out for Vengeance!             | J・M・デマティス                                           | マイケル・ゴーグエン | 2011年9月23日  |            |                                                           |
| 59   | Sword of the Atom!                  | トーマス・パグスリー スティーヴン・メルチング              | ベン・ジョーンズ     | 2011年9月30日  |            |                                                           |
| 60   | Triumvirate of Terror!              | ポール・ジアコッポ                                         | マイケル・ゴーグエン | 2011年10月7日  |            | 『LEGOバットマン:ザ・ムービー＜ヒーロー大集合＞』に収録。 |
| 61   | Bold Beginnings!                    | アラン・バーネット ポール・ディニ スティーヴン・メルチング | ベン・ジョーンズ     | 2011年10月14日 |            |                                                           |
| 62   | Powerless!                          | グレッグ・ワイズマン トッド・ケイシー ケビン・ホップス     | マイケル・ゴーグエン | 2011年10月21日 |            |                                                           |
| 63   | Crisis: 22,300 Miles Above Earth!   | スティーヴン・メルチング                                   | マイケル・ゴーグエン | 2011年10月28日 |            |                                                           |
| 64   | Four Star Spectacular!              | 無し                                                       | ベン・ジョーンズ     | 2011年11月4日  |            |                                                           |
| 65   | Mitefall!                           | ポール・ディニ                                             | ベン・ジョーンズ     | 2011年11月11日 |            |                                                           |

## 映像ソフト
DVDやBlu-ray等のソフト、またAmazonビデオでデジタル配信されている。
- 『Batman: The Brave and the Bold: The Complete First Season』
- 『Batman: The Brave and the Bold: The Complete Second Season』
- 『Batman: The Brave and the Bold: The Complete Third Season』

## サウンドトラック
2009年には、テーマ曲に第25話「ミュージカル・パニック！」（原題：Mayhem of the Music Meister!）の劇中歌を加えたサウンドトラックが発売された。
『Batman: The Brave And The Bold: Mayhem of the Music Meister!』
| #         | タイトル                                                     | 作詞      | 作曲                     | 歌手                                                                           | 時間 |
| --------- | ------------------------------------------------------------ | --------- | ------------------------ | ------------------------------------------------------------------------------ | ---- |
| 1.        | 「Batman: The Brave and the Bold Theme」                     |           | アンディ・スターマー     |                                                                                | 0:32 |
| 2.        | 「I'm the Music Meister」                                    |           | マイケル・マクイスション | ニール・パトリック・ハリス グレイ・デリスル ジョン・ディマジオ                 | 5:54 |
| 3.        | 「Drives Us Bats」                                           |           | ロリータ・リットマニス   | ニール・パトリック・ハリス グレイ・デリスル ジョン・ディマジオ                 | 1:46 |
| 4.        | 「If Only」                                                  |           | ロリータ・リットマニス   | ニール・パトリック・ハリス グレイ・デリスル                                    | 2:35 |
| 5.        | 「Death Trap」                                               |           | クリストファー・カーター | ニール・パトリック・ハリス グレイ・デリスル                                    | 1:49 |
| 6.        | 「The World is Mine」                                        |           | クリストファー・カーター | ニール・パトリック・ハリス グレイ・デリスル ジョン・ディマジオ                 | 3:34 |
| 7.        | 「If Only (Reprise)」                                        |           | ロリータ・リットマニス   | ジェームズ・アーノルド・テイラー グレイ・デリスル                              | 2:03 |
| 8.        | 「Drives Us Bats (Mayhem of the Music Meister End Credits)」 |           | ロリータ・リットマニス   | ニール・パトリック・ハリス ジョン・ディマジオ ケビン・マイケル・リチャードソン | 0:31 |
| 合計時間: | 合計時間:                                                    | 合計時間: | 合計時間:                | 18:44                                                                          |      |